# Гейбпарвар, Гулямхоссейн
Гулямхоссе́йн Ге́йбпарвар (перс. غلام‌حسین غیب‌پرور‎; 1962, Шираз — 16 июля 2025, Тегеран) — иранский военный деятель, бригадный генерал, в 2016—2019 годах — командир (руководитель) сил сопротивления «Басидж», входящий в Корпус стражей Исламской революции (КСИР). Сменил на этом посту бригадного генерала — Мохаммада Резу Нагди.
О дате и месте рождения Гейбпарвара нет достоверных данных. Участвовал в ирано-иракской войне, возглавлял различные подразделения КСИР, в том числе участвующих в гражданской войне в Сирии.

## Биография
Гейбпарвар вступил в ряды КСИР в 1979 году после Исламской революции. Во время ирано-иракской войны (1980—1988) занимал различные должности в КСИР. В 2000 году был назначен начальником подготовки сухопутных войск КСИР. С 2001 по 2006 год командовал 25-й дивизией «Кербела» в Мазендеране, затем 19-й дивизией «Фаджр» в Ширазе (2006—2007) и корпусом «Фаджр» провинции Фарс (2007—2016).
В октябре 2015 года был направлен в Сирию, где возглавил штаб «Имам Хусейн» в Алеппо, координируя действия бригад КСИР в поддержку режима Башара Асада.

## Руководящие должности
С декабря 2016 по июль 2019 года Гейбпарвар возглавлял Басидж — добровольческое ополчение, подчинённое КСИР, ответственное за внутреннюю безопасность и подавление протестов. В сентябре 2019 года был назначен командующим Центрального штаба безопасности «Имам Али», созданного в 2011 году для противодействия массовым протестам и беспорядкам в стране.

## Обвинения в нарушении прав человека
Гейбпарвар обвиняется в серьёзных нарушениях прав человека, связанных с подавлением массовых протестов в Иране. Во время протестов с декабря 2017 по январь 2018 года силы Басидж под его командованием жестоко подавляли демонстрации, что привело к многочисленным жертвам и массовым арестам. В ноябре 2019 года, будучи командующим штаба «Имам Али», он сыграл ключевую роль в подавлении протестов, сопровождавшемся значительными человеческими жертвами.

## Санкции
15 сентября 2023 года Гейбпарвар был включён в санкционные списки США и ЕС за участие в нарушениях прав человека.
По данным СМИ, скончался 16 июля 2025 года из-за химических осложнений, полученных в результате восьмилетней ирано-иракской войны.